# Alum Creek (Virginia Occidental)
Alum Creek es un lugar designado por el censo ubicado en el condado de Lincoln en el estado estadounidense de Virginia Occidental. En el Censo de 2010 tenía una población de 1749 habitantes y una densidad poblacional de 65,8 personas por km².

## Geografía
Alum Creek se encuentra ubicado en las coordenadas 38°17′40″N 81°50′21″O / 38.29444, -81.83917. Según la Oficina del Censo de los Estados Unidos, Alum Creek tiene una superficie total de 26.58 km², de la cual 26.4 km² corresponden a tierra firme y (0.67%) 0.18 km² es agua.

## Demografía
Según el censo de 2010, había 1749 personas residiendo en Alum Creek. La densidad de población era de 65,8 hab./km². De los 1749 habitantes, Alum Creek estaba compuesto por el 98.91% blancos, el 0.17% eran afroamericanos, el 0.17% eran amerindios, el 0.23% eran asiáticos, el 0% eran isleños del Pacífico, el 0.4% eran de otras razas y el 0.11% pertenecían a dos o más razas. Del total de la población el 1.09% eran hispanos o latinos de cualquier raza.